# ユダヤ・十字軍に対する聖戦のための国際イスラム戦線
ユダヤ・十字軍に対する聖戦のための国際イスラム戦線は、ウサーマ・ビン・ラーディンによって1998年2月に結成された国際テロネットワーク。世界イスラム戦線（World Islamic Front）と略されることが多い。
WIFは1998年2月23日にビン・ラーディンとアイマン・ザワーヒリーが発した「ウンマに属するものは異教徒と闘え」というファトワーで知られる。アルカーイダの「組織内組織」と見る向きも多い。

## 参加組織
- アルカーイダ
- イスラム集団
- ジハード団
- ジハード運動
- パキスタン・ウラマー協会
- ハラカト＝ウル＝ムジャヒディーン